# Тітікакський свистун
Тітікакський свистун (Telmatobius culeus) — вид земноводних з роду Андійський свистун родини Андійські свистуни. Це єдиний вид жаб, що мешкає біля озера Тітікака та деяких навколишніх озер на плато Альтіплано, на висоті близько 3800 м над рівнем моря. Населяє теплі прибережні райони озер, де температури перевищують 10 °C.
Це велика водяна жаба, що має близько 15 см завдовжки. Ніс гострувато-закруглений, очі відносно маленькі та піднімаються над дорсальним боком тіла; барабанна порожнина непомітна. Шкіра гладка, зморщена. Пальці довгі, з вузькими заокругленими кінцями. На передніх кінцівках прямі, зігнуті на задніх. Дорсальне забарвлення темно-оливкове або темно-коричневе, інколи із спітлішими плямами. Вентральне забарвлення кремово сіре.
Мешкає у відносно холодній воді із великою кількістю кисню, в результаті має низький рівень метаболічної активності, а невеликі легені вказують на те, що більша частина дихання приходить через шкіру.